# Lukáš Bartošák
Lukáš Bartošák (ur. 3 lipca 1990 w Brumovie) – czeski piłkarz grający na pozycji lewego obrońcy lub pomocnika. Od 2017 jest zawodnikiem klubu Fastav Zlín.

## Kariera klubowa
Karierę piłkarską Bartošák rozpoczął w klubie Elseremo Brumov. Następnie został piłkarzem FC Hlučín. 31 lipca 2010 zadebiutował w nim w drugiej lidze czeskiej w przegranym 0:1 wyjazdowym meczu z Fotbalem Trzyniec. W lipcu 2011 odszedł do też drugoligowego MFK Karviná. Spędził w nim rok.
Latem 2012 Bartošák przeszedł do praskiego klubu Viktoria Žižkov. Debiut w nim zaliczył 4 sierpnia 2012 w wygranym 1:0 wyjazdowym meczu z FC Graffin Vlašim. Grał tam do końca sezonu 2014/2015.
W lipcu 2015 Bartošák podpisał trzyletni kontrakt z pierwszoligowym Slovanem Liberec. Zadebiutował w nim 26 lipca 2015 w zwycięskim 4:2 domowym meczu z FK Mladá Boleslav. W debiucie zdobył gola.
W 2017 Bartošák przeszedł do klubu Fastav Zlín. Zadebiutował w nim 13 sierpnia 2017 w przegranym 0:1 wyjazdowym meczu z Duklą Praga.
| Sezon   | Klub            | Kraj   | Rozgrywki | Mecze | Gole |
| ------- | --------------- | ------ | --------- | ----- | ---- |
| 2010/11 | FC Hlučín       | Czechy | II liga   | 25    | 3    |
| 2011/12 | MFK Karviná     | Czechy | II liga   | 29    | 1    |
| 2012/13 | Viktoria Žižkov | Czechy | II liga   | 18    | 2    |
| 2013/14 | Viktoria Žižkov | Czechy | II liga   | 26    | 1    |
| 2014/15 | Viktoria Žižkov | Czechy | II liga   | 23    | 3    |
| 2015/16 | Slovan Liberec  | Czechy | I liga    | 17    | 2    |
| 2016/17 | Slovan Liberec  | Czechy | I liga    | 13    | 0    |
| 2017/18 | Fastav Zlín     | Czechy | I liga    |       |      |

## Kariera reprezentacyjna
W reprezentacji Czech Bartošák zadebiutował 17 listopada 2015 w przegranym 1:3 towarzyskim meczu z Polską, rozegranym we Wrocławiu.